# Gregg Zuckerman
Gregg Jay Zuckerman (né en 1949) est un mathématicien de l'université Yale à qui l'on doit l'introduction des foncteurs de Zuckerman (en) et des foncteurs de translation, et qui, avec Anthony W. Knapp, a classé les représentations tempérées irréductibles des groupes de Lie semi-simples.
Il obtient son doctorat en mathématiques de l'université de Princeton en 1975 après avoir terminé une thèse intitulée « Quelques identités de caractères pour les groupes de Lie semi-simples » sous la direction d'Elias M. Stein.

## Publications choisies
- Anthony W. Knapp et Gregg Zuckerman, « Classification of Irreducible Tempered Representations of Semisimple Lie Groups », Proceedings of the National Academy of Sciences, vol. 73, no 7,‎ 1976, p. 2178-2180 (PMID 16592331, PMCID 430485, DOI 10.1073/pnas.73.7.2178, JSTOR 65732, Bibcode 1976PNAS...73.2178K)
- Anthony W. Knapp et Gregg J. Zuckerman, « Classification of Irreducible Tempered Representations of Semisimple Groups », Annals of Mathematics, vol. 116, no 2,‎ 1982, p. 389-455 (DOI 10.2307/2007066, JSTOR 2007066, MR 0672840)